# Fahrradmuseum Šiauliai

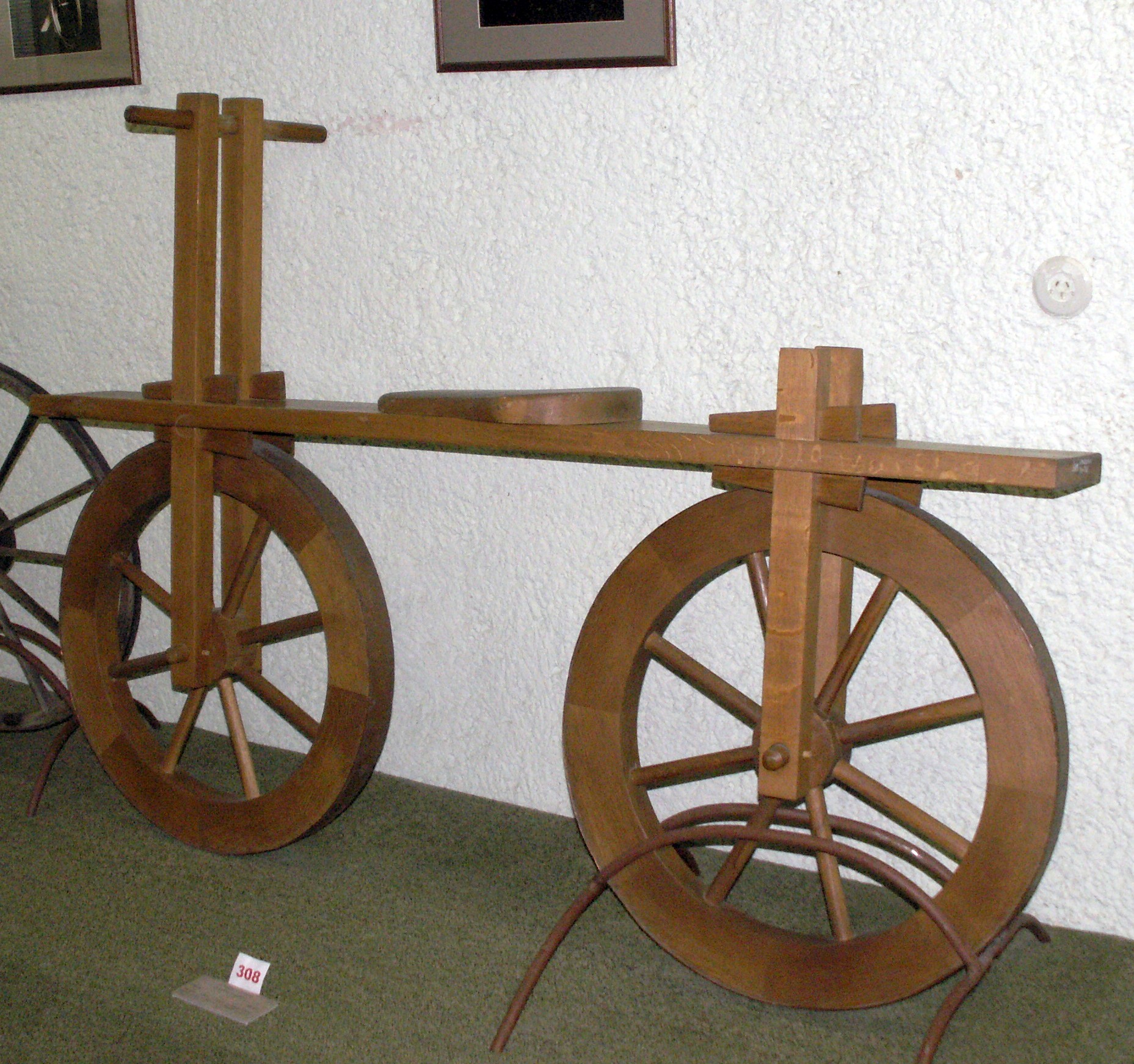

Das Fahrradmuseum Šiauliai (lit. Šiaulių dviračių muziejus) ist ein Fahrradmuseum in der  viertgrößten litauischen Stadt Šiauliai, eine Zweigstelle des „Aušra“-Museums Šiauliai. Es wurde  1980 im Betrieb Vairas gegründet. Es ist das einzige Fahrradmuseum in Litauen. Die Ausstellung Das Fahrrad und Litauen schildert die Geschichte des Fahrrads und seiner Entwicklung. Hier werden die ersten litauischen Fahrräder aus Holz und Eisen sowie die modernen Fahrräder, Velomobile und Zubehöre für Fahrräder gezeigt.

## Galerie

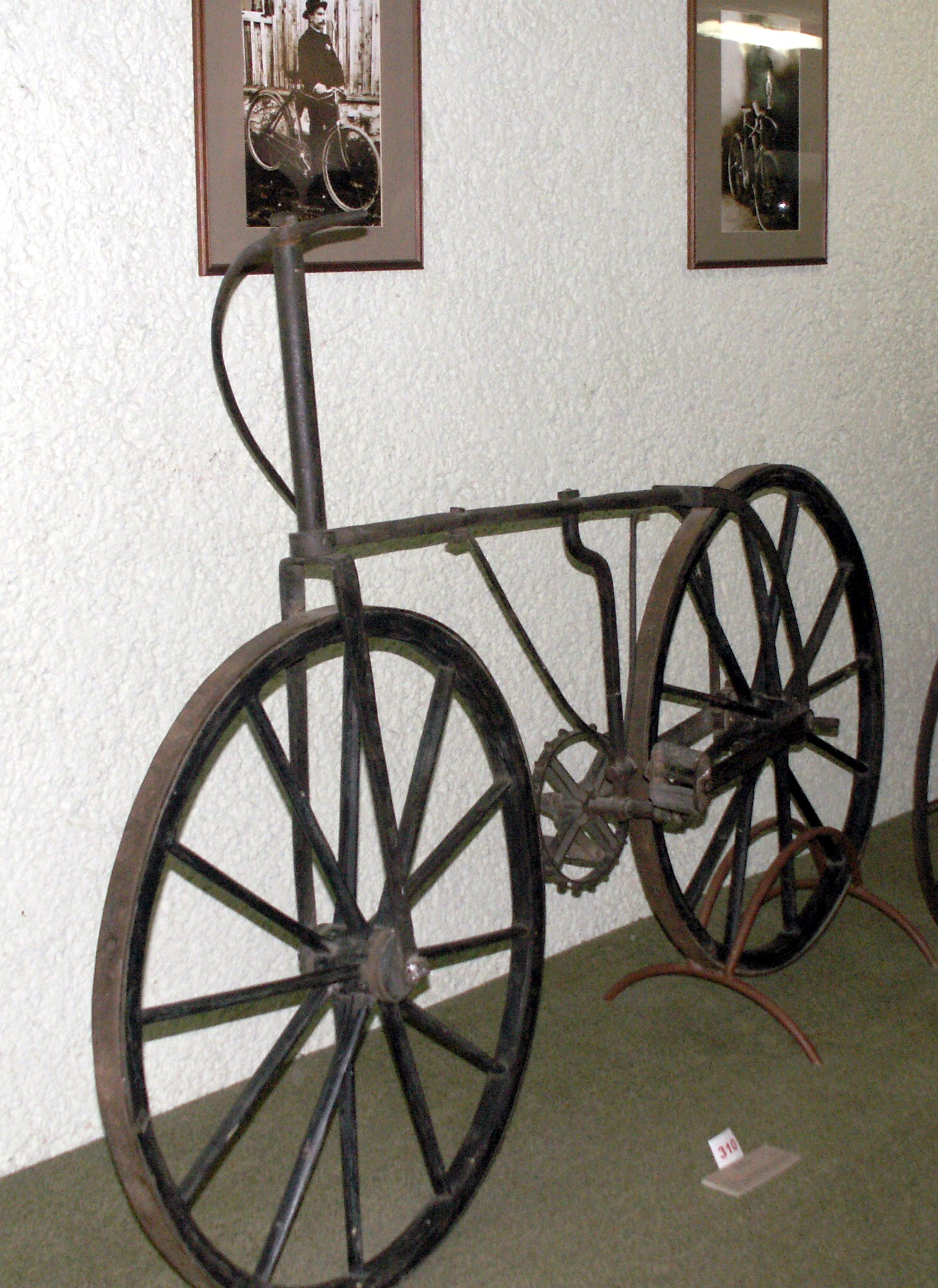
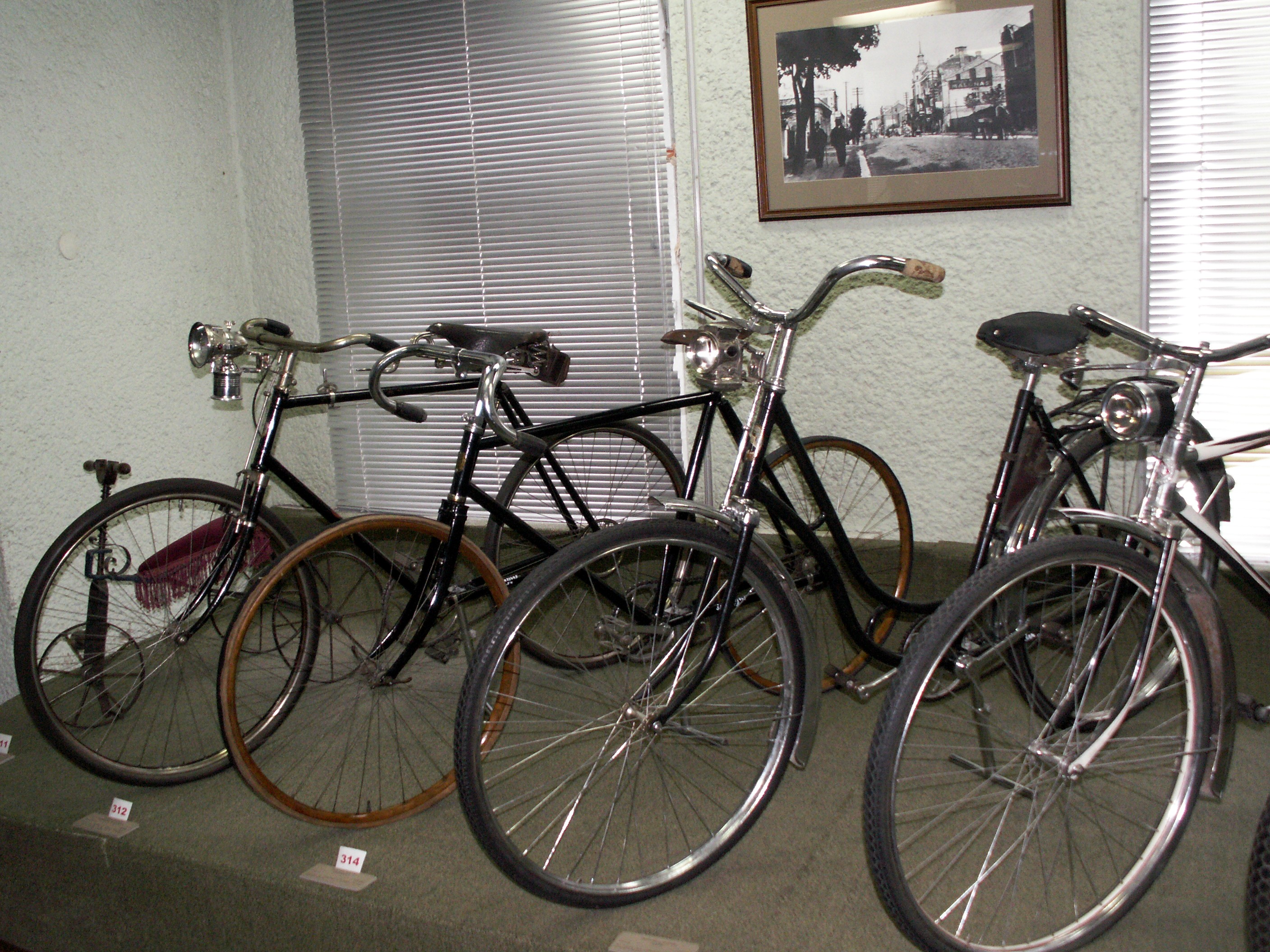
20. Jh.
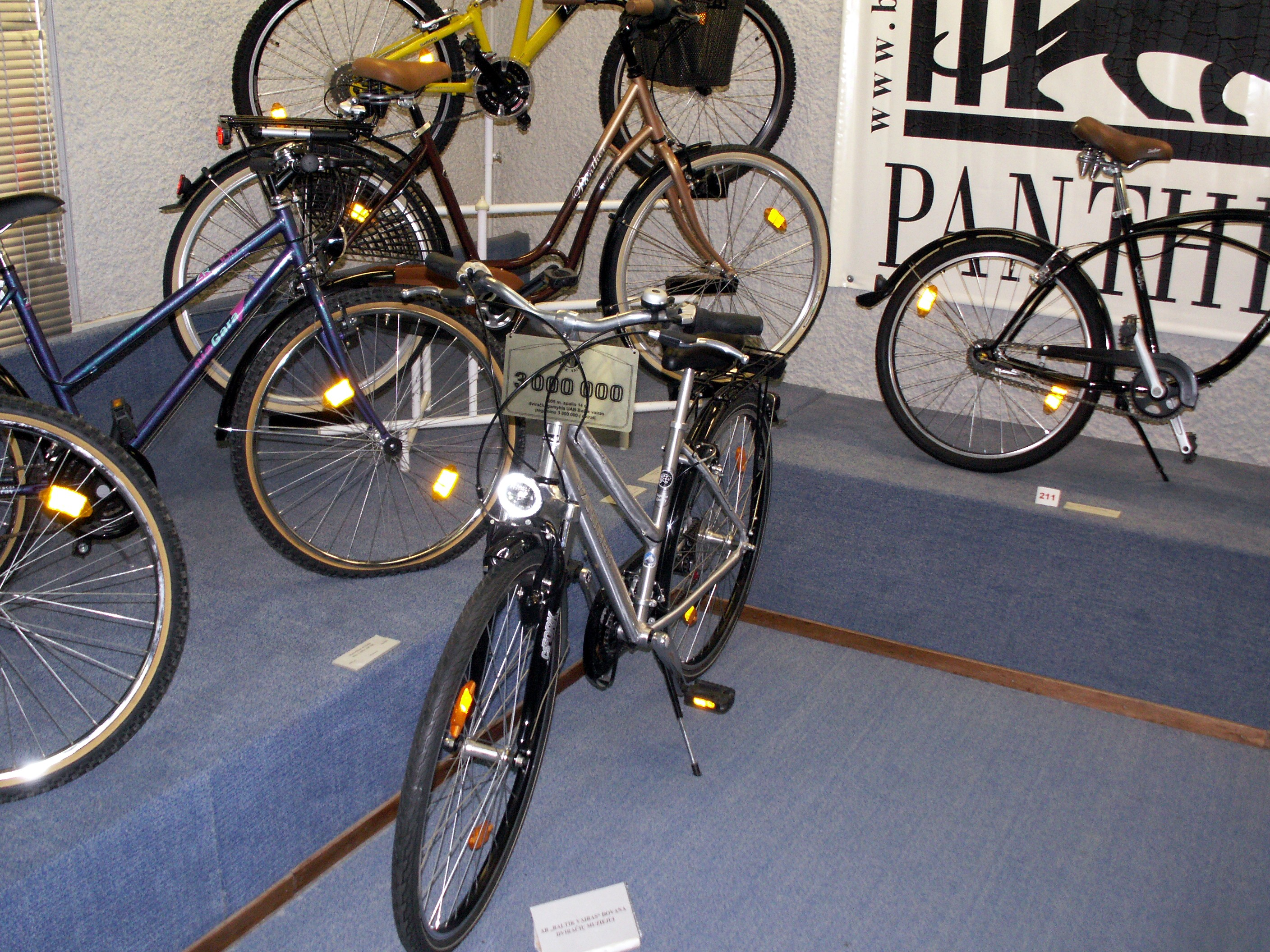